# Willem Ahlbrinck
Gerardus Wilhelmus Maria (Willem) Ahlbrinck (Geldrop, 14 februari 1885 – Paramaribo, 27 augustus 1966) was een Nederlandse missionaris, schrijver en surinamist.

## Leven en activiteiten
Ahlbrinck was een zoon van Francisca Carolina Hendrika Gerardha Johanna Wultingh en handelsreiziger Johannes Gerardhus Ahlbrink. Op 19-jarige leeftijd trad hij in bij de religieuze orde der redemptoristen, die de Surinaamse missie in haar takenpakket had. Op 8 oktober 1909 ontving hij zijn priesterwijding. Op 25-jarige leeftijd vertrok pater Ahlbrinck, samen met pater Richter, naar Suriname, waar hij op 31 oktober 1910 aankwam. Richter hield het maar vijf jaar vol. Ahlbrinck zou er zijn leven lang blijven.
In Paramaribo werkte Ahlbrinck als kapelaan en pastoor in de zielzorg, tot hij in 1913 werd overgeplaatst naar Albina om mede de missie onder de Karaïben te verzorgen. Later werd hij geestelijk verzorger voor alle Surinaamse Karaïben. Hij leerde Karaïbs en maakte tot zijn credo: En gij gevoeldet, wilde gij den Karaïeb werkelijk behulpzaam zijn, dat gij meer moest doen dan aanleeren een doode taal, dat gij nl. ook zijn gedachten moest kennen, zijn opvattingen, zijn levensbeschouwingen. Ahlbrinck's studie van de inheemse cultuur zou leiden tot het standaardwerk Encyclopaedie der Karaïben, behelzend taal, zeden en gewoonten dezer Indianen (1931) en tot De Karaïben van Suriname (1945).
In 1918 werd Ahlbrinck, verzwakt door malaria, overgeplaatst naar Paramaribo. Hij schreef dat jaar de tekst van het oratorium De Heilige Familie dat op muziek van frater Anselmus in het gebouw van het Jongelingenpatronaat werd uitgevoerd. Zes jaar later trok hij naar Europa om er de Surinaamse afdeling van de grote missietentoonstelling in te richten.
Vanaf 1925 tot aan zijn dood werkte hij in Suriname te Copieweg onder de Javanen, maar hij zou zich ook met de inheemsen blijven bezighouden. In 1926 ging hij mee met de expeditie van Gerold Stahel naar het Wilhelminagebergte, waarover hij het reisverslag Vijf maanden in het oerwoud (1929) publiceerde. Zelf leidde hij een expeditie naar de bovenlandse indianen aan de Oelemarie, resulterend in Op zoek naar de Indianen (1956). Hoe boeiend hij deze reisverslagen verteld had, bleek wel uit het feit dat het eerste boek ook als feuilleton verscheen in het dagblad De Surinamer. Antropoloog Peter Kloos oordeelde dat Ahlbrincks antropologische werk om zijn onbevooroordeeld inzicht in de cultuur van de indianen “bijzonder gunstig af[steekt] bij de publicaties van vele andere missionarissen en zendelingen in Suriname en de andere Guyanas”.
Behalve deze non-fictie schreef W. Ahlbrinck ook veel voor het weekblad De Katholieke Waarschuwer waarvan hij redacteur was, en op latere leeftijd drie omvangrijke romans, die als feuilleton verschenen en nooit in boekvorm zijn uitgekomen: Táwaroe, de Indiaanse verspieder (1955), Het opperhoofd van Grandcarbet (1957-60) en De moeilijke verloving: een tijdsbeeld van Suriname omstreeks het jaar 1772 (1961). Voorts werkte hij mee aan De laatsten der Wajarikoele's in Suriname (1946), een roman van Hans van Amstel (pseudoniem van pater Hans Helmer) over een uitgestorven indianenvolk. 
In 1955 ontving Ahlbrinck een Zilveren Anjer van het Prins Bernhardfonds voor zijn werk inzake de Caraïbische indianen. Hij was de eerste ontvanger van de anjer in Surimame; Eddy Wessels werd een paar jaar later de eerste Surinaamse ontvanger van de Zilveren Anjer.

## Táwaroe
Táwaroe, de Indiaanse verspieder, romantische vertelling uit de tijd van Cornelis van Aerssen van Sommelsdijck, Gouverneur van Suriname, Anno 1683, verscheen in De Surinamer van 1955. Het verhaal speelt in de tijd dat het koloniale gouvernement een felle strijd uitvocht met de Karaïben. Patrouilles trekken eropuit en branden indiaanse dorpen plat. Dat kan alleen maar gebeuren door verraad van indianen onder elkaar. Het is vooral de Karaïb Jákarawa, wiens aanstaande bruid Toekoeroewè is ontvoerd, die de totale oorlog verklaart aan de blanken en aan de verraders. Hij wordt bijgestaan door de altijd ronddwalende verkenner Táwaroe. Uiteindelijk vindt Jákarawa zijn bruid terug. Het huwelijksfeest valt samen met een groot overwinningsfeest, dat echter overschaduwd wordt door een nieuwe krijg. Tijdens het feest komt Táwaroe melden dat de krijgstocht van de `mannen van de zee' op niets is uitgelopen en dat er vrede is gesloten.
Met zijn aanduiding 'romantische vertelling uit de tijd van...' karakteriseert Ahlbrinck zijn verhaal zoals ook Rikken dat deed in de negentiende-eeuwse traditie: als een fictionele vertelling op basis van ware gebeurtenissen. Maar misschien kan de roman beter nog gekarakteriseerd worden als een antropologische vertelling. Zijn kennis van de inheemse cultuur distribueert de auteur in nauwkeurige beschrijvingen van voorwerpen en gebruiken: het hanteren van een poetoe of strijdknots, het bakken van cassave, het bereiden van bier, het beschilderen van de huid of het voltrekken van een begrafenisritueel. De roman legt in het merendeel van zijn bladzijden de focalisatie bij de indianen, afgewisseld met passages die de kolonialen in beeld brengen en die de noodzakelijke informatie voor de voortgang van het verhaal aanbieden. Anders dan bijvoorbeeld nogal wat schrijvers uit evangelische hoek (zoals P.M. Legêne) legt Ahlbrinck geen moralistisch fondant over zijn verhaal. Zijn gebrek aan karaktertekening van de protagonisten en antagonisten binnen de inheemse gemeenschap, maakt dat die gemeenschap bij vlagen nogal simplificerend homogeen wordt uitgebeeld; maar zij krijgt wel alle sympathie van de schrijver. In een beschrijving van een indiaans leger gaat hij het oude koloniale cliché van de wilde troep te lijf: 'Het is geen domme, vanuit hoeken en gaten bijeengeraapte, wilde menigte, maar een leger, werkend naar vast, vooropgesteld plan.' (afl. 48). Ahlbrinck vervlecht in zijn verhaal ook inheemse vertellingen, zoals de wraakgeschiedenis van het sterrenbeeld Ombatápo (Gelaat) (afl. 5).
Bij vlagen is Ahlbrinck een groot stilist, bijvoorbeeld in een prachtige, bittere toespraak van Toesi, de moeder van het ontvoerde meisje Toekoeroewè. De schrijver strooit met Surinaamse spreekwoorden, maar opmerkelijk in zijn stijl is vooral de frequente afwezigheid van lidwoorden: 'Een geluid dat uit hun kleine keeltjes komt, sterk als stoten uit zilveren bazuin, de zegekreten na gewonnen strijd!' (afl. 10).

## Het opperhoofd van Grandcarbet
Het opperhoofd van Grandcarbet: historisch, romantisch verhaal uit het jaar 1725 over Indianen van Guyana's kustgebied, gedateerd: maart 1952, verscheen in afleveringen in het weekblad Opbouw van 1957 tot 1960. Het speelt zich grotendeels af in Frans-Guyana, maar de historische scheidslijnen van de landen in de regio hadden, zeker in de historische tijd van het verhaal, nauwelijks betekenis voor de indianen. Ahlbrinck behandelt een weinig beschreven stuk geschiedenis: de onderlinge rivaliteit van verschillende indianenstammen die 'rode slaven' ronselden voor de slavenhouders. Na een eerste deel over een verdwaalde pater in het bos, wordt het hoofdverhaal in gang gezet, wanneer de nobele jager Koesári in het indianendorp Koemáka aan de monding van de Mara'oeni ziet hoe zich onder een groep geroofde indianen ook een prachtig meisje bevindt. De tweede figuur die wordt geïntroduceerd als bestrijder van de onderlinge rivaliteit is de pastoor van het dorp Grandcarbet, de jezuïet Aimé Pierre Lombard. Deze wordt voorgesteld als een man van bonkige postuur, maar een figuur die groot respect afdwingt door zijn waardige en krachtige houding. Dat een van de hoofdrollen is weggelegd voor deze bijna als een flat character neergezette nobele man en dat de lezer via die figuur de nobelheid van het katholieke geloof krijgt voorgeschoteld, plaatst het boek van Ahlbrinck in het hart van de missieliteratuur. Als kenner van de indiaanse levenswijze en culturele gebruiken heeft Ahlbrinck echter een roman geschreven die in ieder geval als Groot-Guyanese vertelling niet vergelijkbaar is met welke andere missieroman ook.
Interessant is dat Albert Helman een inleiding schreef op Táwaroe, de Indiaanse verspieder toen die herdrukt werd in Opbouw. Het is een uniek geval van de reactie van een gevestigd Surinaams schrijver op het werk van een uit Nederland afkomstig missionaris. Hij noemt het boek '"echt", van het eerste woord tot het laatste, hoewel het, juist omdat het zo waar en onvervalst is, in tal van opzichten afwijkt van de gebruikelijke Indianen-boeken'. Hij heeft Ahlbrinck al als groot verteller vanaf zijn kinderjaren gekend, en al noemt hij hem enigszins spottend behalve 'Bleekgezicht en Grijze Tabakzuiger dus ook nog Zwartrok.' Hij spreekt met veel respect over de man die als woudloper door de Surinaamse bossen zwierf en een reputatie opbouwde als kenner van de Guyanese indianen. Over Táwaroe merkt Helman op dat het zich in precies dezelfde tijd als zijn eigen roman De stille plantage afspeelt, maar de toestand niet beziet vanuit de negerslaven, maar vanuit de indianen: 'de gebeurtenissen in beide boeken vullen elkaar dus enigszins aan'. (Inderdaad enigszins, want Helmans boek is niet verteld vanuit de focalisatie van de slaven.) Wat Helman verder zegt is veel kenmerkender voor zijn eigen visie op het leven in het bos, dan voor wat Ahlbrinck daarover schreef: gebeurtenissen 'die je midden in het Surinaamse oerwoud met al zijn dreigingen en gevaren neerzetten, en die je tegelijkertijd ook iets openbaren over de geheimzinnigheid van het land, vooral van wat er omgaat achter het onbewogen gezicht van de indiaanse mannen, jongens en meisjes, in hun ziel en binnenste, die uiteindelijk niet zo heel veel blijken te verschillen van de onze, wanneer wij maar met voldoende aandacht en sympathie er naar weten te kijken.' Helman, het moge duidelijk zijn, was een groter fantast dan de autodidactische antropoloog Ahlbrinck.